# Fattige på flugt
Fattige på flugt er en dansk dokumentarfilm fra 2003 instrueret af Poul Kjar.

## Handling
Denne artikel mangler et handlingsreferat. Hjælp os med at skrive det.